# 3590 Холст
3590 Holst је астероид главног астероидног појаса са средњом удаљеношћу од Сунца која износи 2,251 астрономских јединица (АЈ).
Апсолутна магнитуда астероида је 13,1.